# Toros Něftěkamsk
Toros Něftěkamsk je ruský hokejový tým se sídlem v Něftěkamsku. Tým  hraje ve druhé euroasijské lize (Všeruská hokejová liga). Klub má v barvách zelenou, modrou, bílou a azurovou. Domácí zápasy odehrává v zimním stadionu Ledovyj Dvorec s kapacitou: 2000 sedadel. 

## Historie
Klub byl založen v roce 1998. V roce 2008 se připojil k VHL